# Overstromingen in Peru in 2017
De overstromingen in Peru in 2017 is een natuurramp die Peru en Ecuador trof in maart 2017.

## Geschiedenis
Na een periode van extreme droogte viel er sedert het begin van het jaar uitzonderlijk veel regen. Rivieren traden buiten hun oevers, en woongebieden overstroomden. Het dodental liep op tot meer dan 85. Tienduizenden mensen verloren hun woning, en vele bruggen en infrastructuurwerken zijn vernield. In totaal zijn meer dan 800.000 mensen getroffen door het noodweer, dat gedeeltelijk wordt toegeschreven aan de invloed van El Niño, nog versterkt door de klimaatverandering. Ook het gebrek aan ruimtelijke planning en preventie zou de gevolgen hebben verzwaard. De uitzonderlijke weersomstandigheden sedert eind 2016 worden in het Spaans Niño costero genoemd, een plaatselijke, uitzonderlijk warme stroming voor de westkust van Peru.

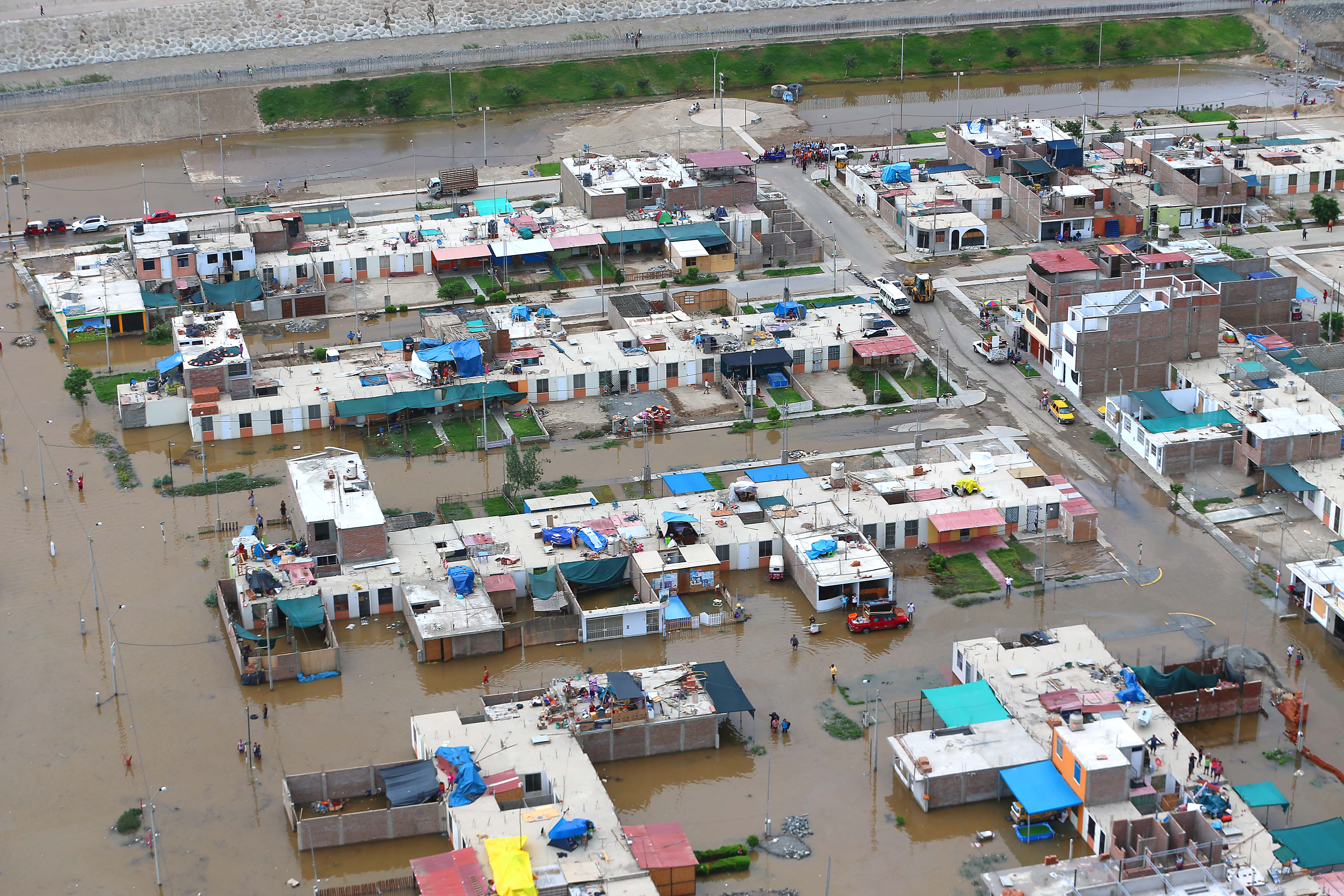
De wijk La Tinguiña, in de stad Ica